# Condado de Vinton
O Condado de Vinton é um dos 88 condados do estado norte-americano de Ohio. A sede do condado é McArthur, e sua maior cidade é Nenhuma. McArthur é a maior vila do condado. O condado possui uma área de 1075 km² (dos quais 2 km² estão cobertos por água), uma população de 13435 habitantes, e uma densidade populacional de 12 hab/km² (segundo o censo nacional de 2010). O condado foi fundado em 23 de março de 1850. É o condado menos populososo do Ohio, bem como o mais pobre do Estado.